# Mastersiella digitata
Mastersiella digitata là một loài thực vật có hoa trong họ Restionaceae. Loài này được (Thunb.) Gilg-Ben. mô tả khoa học đầu tiên năm 1930.